# Saint-Mandé-sur-Brédoire
Saint-Mandé-sur-Brédoire is een gemeente in het Franse departement Charente-Maritime (regio Nouvelle-Aquitaine) en telt 301 inwoners (2004). De plaats maakt deel uit van het arrondissement Saint-Jean-d'Angély.

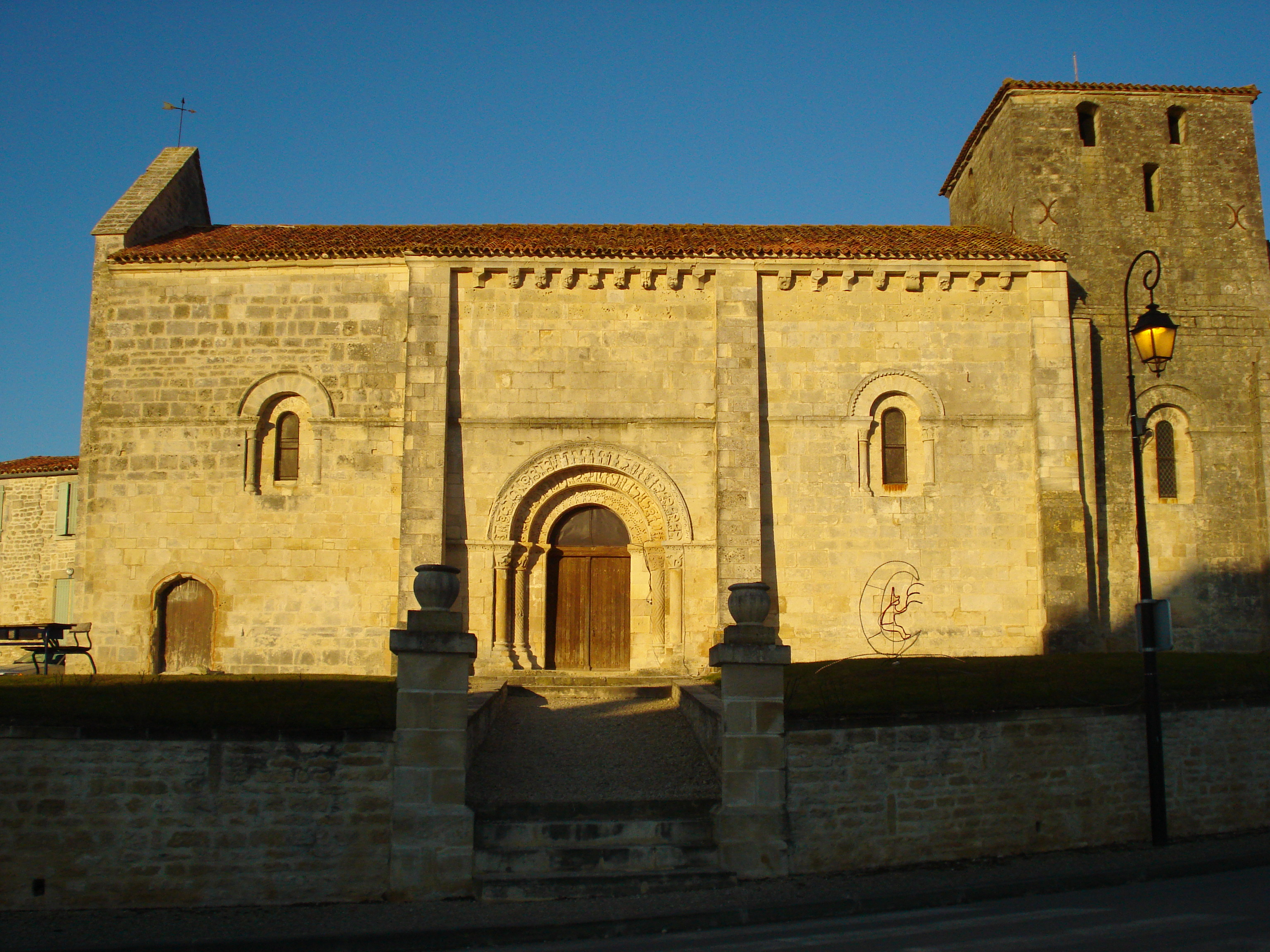
Kerk van Saint-Mandé-sur-Brédoire
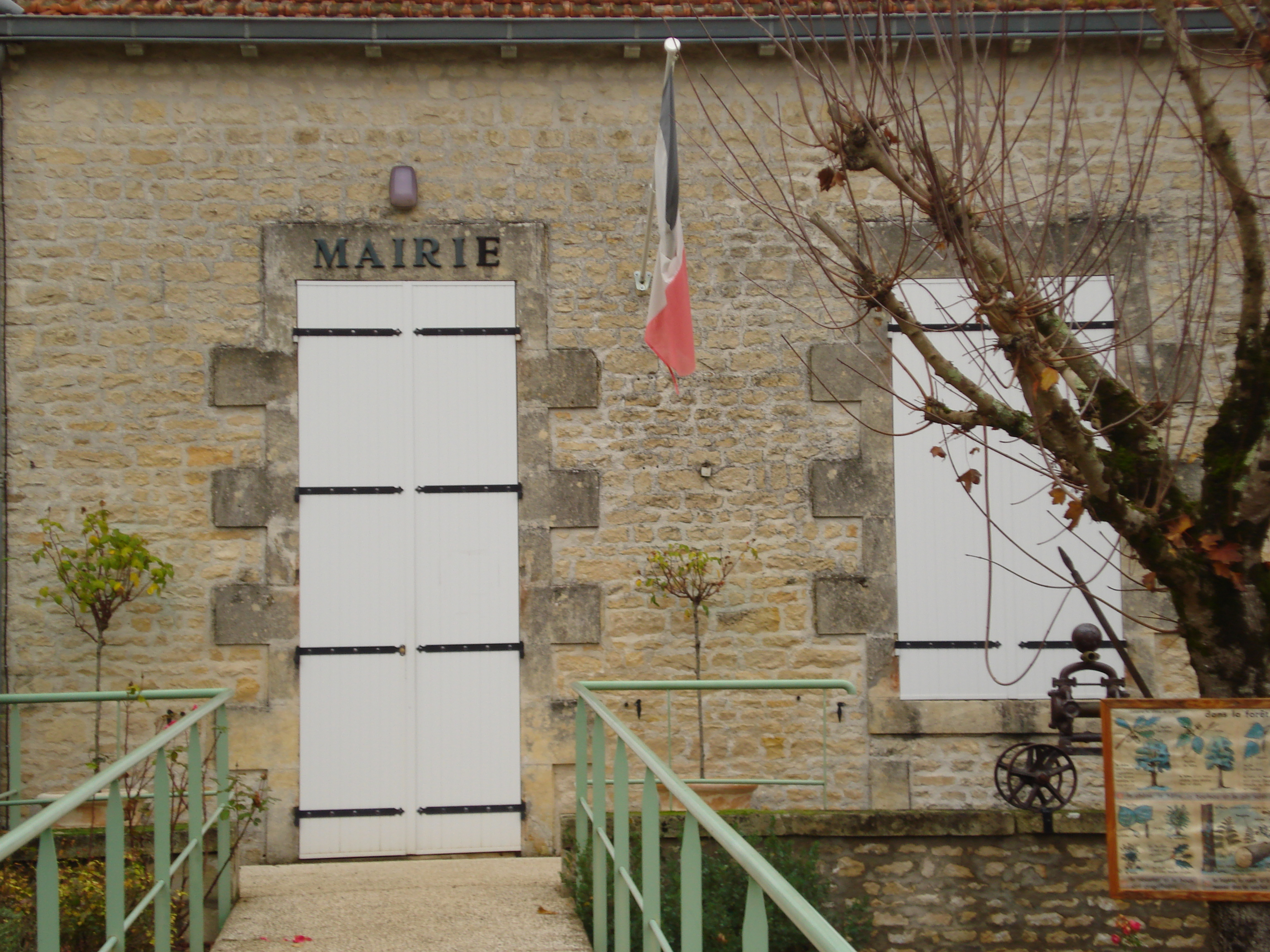
Gemeentehuis

## Geografie
De oppervlakte van Saint-Mandé-sur-Brédoire bedraagt 22,7 km², de bevolkingsdichtheid is 13,3 inwoners per km².
De onderstaande kaart toont de ligging van Saint-Mandé-sur-Brédoire met de belangrijkste infrastructuur en aangrenzende gemeenten.

## Demografie
Onderstaande figuur toont het verloop van het inwonertal (bron: INSEE-tellingen).